# Seznam medailistů na letních olympijských hrách v BMX – muži
Kompletní přehled všech olympijských medailistů v BMX mužů. Do programu LOH byla zařazena tato disciplína v roce 2008.

## BMX
| Rok      | Zlato                                        | Stříbro                                 | Bronz                                         |
| -------- | -------------------------------------------- | --------------------------------------- | --------------------------------------------- |
| LOH 2008 | Māris Štrombergs · Lotyšsko (LAT)            | Mike Day · Spojené státy americké (USA) | Donny Robinson · Spojené státy americké (USA) |
| LOH 2012 | Māris Štrombergs · Lotyšsko (LAT)            | Sam Willoughby · Austrálie (AUS)        | Carlos Oquendo · Kolumbie (COL)               |
| LOH 2016 | Connor Fields · Spojené státy americké (USA) | Jelle van Gorkom · Nizozemsko (NED)     | Carlos Ramirez · Kolumbie (COL)               |
| LOH 2020 | Niek Kimmann · Nizozemsko (NED)              | Kye Whyte · Velká Británie (GBR )       | Carlos Ramírez · Kolumbie (COL )              |
| LOH 2024 | Joris Daudet · Francie (FRA)                 | Sylvain André · Francie (FRA)           | Romain Mahieu · Francie (FRA)                 |

## BMX - volný styl
| Rok      | Zlato                             | Stříbro                              | Bronz                                 |
| -------- | --------------------------------- | ------------------------------------ | ------------------------------------- |
| LOH 2020 | Logan Martin · Austrálie (AUS )   | Daniel Dhers · Venezuela (VEN )      | Declan Brooks · Velká Británie (GBR ) |
| LOH 2024 | José Torres Gil · Argentina (ARG) | Kieran Reilly · Velká Británie (GBR) | Anthony Jeanjean · Francie (FRA)      |